# گو وو ری
گو وو ری (کره‌ای: 고우리؛ زادهٔ ۲۲ فوریه ۱۹۸۸) که بیشتر با نام ووری (کره‌ای: 우리) یا گو نا اون (کره‌ای: 고나은) شناخته می‌شود، خواننده، رپر و بازیگر اهل کره جنوبی است.

## اوایل زندگی
گو وو ری زادهٔ جونجو، استان جئولا شمالی، کره جنوبی در ۲۲ فوریه ۱۹۸۸ است. او فارغ‌التحصیل دبیرستان هنر ده‌جون و دانشگاه ملی ورزش کره است. او قبلاً کارآموز اس‌ام انترتینمنت بوده‌است پیش از اینکه به دی‌اس‌پی مدیا نقل مکان کند.

## حرفه

### ۲۰۱۰–اکنون: فعالیت‌های انفرادی
در سال ۲۰۱۰، ووری حرفهٔ بازیگری خود را با ایفای نقش در فیلم ضربان قلب آغاز کرد.
در ۱۰ نوامبر ۲۰۱۱، او در فیلم تو حیوان خانگی منی بازی کرد. در اکتبر ۲۰۱۱، ووری در فصل دوم جوانان شکست ناپذیر حضور پیدا کرد.
در ۲۷ فوریه ۲۰۱۲، او در نخستین مجموعه تلویزیونی خود به نام من به یه پری نیاز دارم ایفای نقش کرد.
در سال ۲۰۱۳، ووری در مجموعه کلینیک زوج‌های ازدواج کرده: عشق و جنگ ایفای نقش کرد، همچنین حضور افتخاری در مجموعه پاسخ به ۱۹۹۴ داشت.
او سپس به عنوان بازیگر نقش مکمل در مجموعه‌های تلویزیونی روز عالی (۲۰۱۴) و گل ملکه (۲۰۱۵) حضور پیدا کرد.
در سال ۲۰۱۶، او نخستین نقش اصلی خود را در مجموعه تلویزیونی شروع دوباره انجام داد.
در ۱۰ ژانویه ۲۰۱۸، گزارش شد که ووری نام هنری خود را به گو نا اون تغییر داد.
در ژانویه ۲۰۱۸، او در یونام دونگ ۵۳۹ بازی کرد. او سپس در فیلم ترسناک زمزمه ایفای نقش کرد. در ژوئیه، او در تنها کس من بازی کرد.
در سال ۲۰۱۹، او در مجموعه عشق در ناراحتی ایفای نقش کرد. در ۳ نوامبر ۲۰۱۹، گزارش شد که او نام هنری خود را دوباره تغییر داد و به عنوان قبلی، گو وو ری برگشت.
در سال ۲۰۲۰، او در زیبایی حقیقی و در سال ۲۰۲۱ در سلام منم ایفای نقش کرد.

## فیلم‌شناسی

### فیلم
| سال  | عنوان              | نقش        | توضیحات      | منابع  |
| ---- | ------------------ | ---------- | ------------ | ------ |
| ۲۰۱۰ | ضربان قلب          |            | حضور افتخاری | [ ۱ ]  |
| ۲۰۱۱ | تو حیوان خانگی منی | لی مین سون |              | [ ۲ ]  |
| ۲۰۱۸ | زمزمه              |            |              | [ ۱۲ ] |
| ن/م  | دوره فرار حیوانات  | یو می را   |              | [ ۱۸ ] |

### مجموعه تلویزیونی
| سال       | عنوان                                | نقش                            | توضیحات               | منابع  |
| --------- | ------------------------------------ | ------------------------------ | --------------------- | ------ |
| ۲۰۱۲      | من به یه پری نیاز دارم               | گو ریا                         |                       | [ ۴ ]  |
| ۲۰۱۳      | پاسخ به ۱۹۹۴                         | «اوم جونگ-هوا» ی دانشگاه یانسه | حضور افتخاری          | [ ۶ ]  |
| ۲۰۱۳      | کلینیک زوج‌های ازدواج کرده: عشق و جنگ | گو اون                         |                       | [ ۵ ]  |
| ۲۰۱۴      | روز عالی                             | جونگ دا بین                    |                       | [ ۷ ]  |
| ۲۰۱۵      | گل ملکه                              | سو یو را                       |                       | [ ۸ ]  |
| ۲۰۱۶      | شروع دوباره                          | لی یه را                       |                       | [ ۹ ]  |
| ۲۰۱۸      | یونام دونگ ۵۳۹                       | سوک دو هی                      |                       | [ ۱۹ ] |
| ۲۰۱۸      | تنها کس من                           | سو یونگ به                     |                       | [ ۱۳ ] |
| ۲۰۱۹      | عشق در ناراحتی                       | اوه چول یونگ                   |                       | [ ۱۴ ] |
| ۲۰۲۰      | لایو آن                              | معلم موسیقی                    | حضور افتخاری          |        |
| ۲۰۲۰–۲۰۲۱ | زیبایی حقیقی                         | سلنا لی                        |                       | [ ۱۶ ] |
| ۲۰۲۱      | سلام منم                             | بانگ اوک جو                    |                       | [ ۱۷ ] |
| ۲۰۲۱      | موش                                  | جنیفر لی                       | حضور افتخاری (قسمت ۹) |        |
| ۲۰۲۲      | گاوس الکترونیک                       | سونگ هیونگ می                  |                       | [ ۲۰ ] |

### مجموعه اینترنتی
| سال | عنوان    | نقش        | توضیحات | منابع  |
| --- | -------- | ---------- | ------- | ------ |
| ن/م | منتالیست | بان اون هه |         | [ ۲۱ ] |

### برنامه تلویزیونی
| سال       | عنوان              | نقش               | توضیحات | منابع  |
| --------- | ------------------ | ----------------- | ------- | ------ |
| ۲۰۱۱–۲۰۱۲ | جوانان شکست ناپذیر | عضو گروه بازیگران | فصل ۲   | [ ۳ ]  |
| ۲۰۲۱      | سوسایتی گیم        | شرکت کننده        | فصل ۲   |        |
| ۲۰۲۱      | سلبریتی بیوتی      | مجری              | فصل ۳   | [ ۲۲ ] |